# حسين بن غنام
حسين بن أبي بكر بن غَنَّام، النجدي الأحسائي، مؤرخ وشاعر وعالم مالكي المذهب، ولد ونشأ في بلدة المبرز بالأحساء؛ ولم تذكر لنا المصادر سنة ولادته، وعاش في الدرعية ودرس وتتلمذ على يد الشيخ محمد بن عبد الوهاب، وألف مصنفاته العقد الثمين في  شرح أصول الدين ، وروضة الأفكار والأفهام، لمرتاد حال الإمام وتعداد غزوات ذوي الإسلام المعروف باسم تاريخ  نجد أو تاريخ ابن غنام، وتوفي بالدرعية في شهر ذي الحجة سنة 1225هـ/ 1811م.

## حياته
نشأ الشيخ حسين بن غنام بالأحساء نشأة حسنة، وقرأ القرآن وحفظه، وشرع في طلب العلم بهمة ونشاط، فقرأ على علماء الأحساء، ثم نزح إلى البحرين، فقرأ على أعيان علمائها، ثم رجع إلى الأحساء، فلاقى مشايخه، ثم نزح -رحمه الله- من الأحساء إلى الدرعية، فأكرمه كلاً من الإمام عبد العزيز بن محمد بن سعود والشيخ محمد بن عبد الوهاب وأنزلاه المنزلة الرفيعة، فاستقرَّ في الدرعية، وجلس فيها لطلبة العلم يقرؤون عليه علم النحو والعروض ويدرِّسهم الفرائض، أما الفقه فكان مالكي المذهب وأهالي نجد حنابلة، ودرَّس الطلبة التوحيد، وكان حسن التعليم، مستقيم الديانة، راجح العقل، شاعراً منطقياً ومؤرخاً بارعاً، مجالسته ممتعة ومحادثاته شيقة.

## مؤلفاته
عاصر ابن غنام أحداث تاريخية منها تطور الدعوة الإسلامية، والسنوات الأولى من قيام الدولة السعودية، وقد ألف كتاب العقد الثمين في شرح أصول الدين وأهداه لعبد العزيز بن محمد بن سعود، وألّف كتاباً سمّاه " روضة الأفكار والأفهام، لمرتاد حال الإمام وتعداد غزوات ذوي الإسلام" وهو معروف باسم "تاريخ نجد" أو "تاريخ ابن غنام". وقُسم كتابه إلى قسمين - وقد اشار مؤرخ نجد ابن عيسى لهذا التقسيم - وهما: 
الجزء الأول: روضة الأفكار والأفهام لمرتاد حال الامام وتعداد غزوات ذوي الإسلام.
الجزء الثاني: كتاب الغزوات البيانية والفتوحات الربانية.

## الجزء الأول
استعراض في الجزء الأول من الكتاب مؤلفات الشيخ محمد بن عبد الوهاب، والحديث عن الأوضاع الدينية السائدة في المنطقة قبل ظهور الشيخ محمد، وعن حياة ذلك المصلح، وأورد فيه كثيراً من رسائله الشخصية، وما رأى إيراده من فتاواه وتفسيره لسور من القرآن الكريم أو آيات منه.

## الجزء الثاني
اما في الجزء الثاني تحدث عن الجانبين السياسي والعسكري للدولة السعودية الأولى فضمنَّه رسالة مطوَّلة كتبها الشيخ محمد رداً على أحد معارضيه وضمَّنه أيضاً رسالة أخرى أجاب فيها الشيخ حمد بن ناصر بن مُعمَّر عمَّا أثاره علماء مكة من أسئلة تتعلق بمبادئ الدعوة. وقد غطَّى هذا الجزء الأحداث التي مرَّت بها الدولة السعودية الأولى منذ قيامها حتى سنة 1212هـ؛ متبعاً الطريقة الحولية التي سار عليها كثير من المؤرخين الذين سبقوه بتدوين الحوادث. 
وهو بذلك يعد من أهم المصادر التي كتبت عن الدولة السعودية الأولى. ولقد مرَّت تلك الدولة بأحداث مهمَّة جداً خلال السنوات التي وقعت بين توقُّف ما هو موجود من تاريخه وبين وفاته سنة 1225هـ. وإذا كان من المرجح أنه قد كتب عن هذه الأحداث المهمَّة فإن ما كتبه عنها يعدُّ في حكم المفقود الآن.